# 224-es busz (Budapest)
A budapesti 224-es jelzésű autóbusz a Boráros tér és a Szentlőrinci úti lakótelep között közlekedik. A vonalat az ArrivaBus Kft. és a Budapesti Közlekedési Zrt. üzemelteti. A járműveket egy-egy Andor utcai és Óbuda Divízióból kiálló kivételével a Dél-pesti autóbuszgarázs adja.
Munkanapokon a 224-es busszal azonos útvonalon, de ritkább megállókiosztással gyorsjárat is közlekedik 224E jelzéssel, mellette a Boráros tér és a pesterzsébeti lakótelep között a 223E viszonylat biztosítja a Boráros tér gyors elérését a hét minden napján. A gyorsjáratok a Közvágóhíd és Pesterzsébet között nem állnak meg.

## Története
A 23-as busz a SZAÜ üzemeltetésében 1929. augusztus 1-jén indult Kőbánya, Liget tér és az Újhegyi út között, viszont úthibák miatt két héttel később, augusztus 15-én megszűnt. A hibák javítása után, 1930 decemberében újraindult korábbi végállomásai között, majd 1931. október 17-én megszüntették. 1931. november 7-én csökkentett járatsűrűséggel, de sikerült újraindítani, majd 1932. május 30-án jelzését 17-esre módosították.
Legközelebb 1932. július 30-án a BART indított 23-as jelzésű buszokat a Széna tér és Pesthidegkút között. Ekkor indult el 23A jelzésű betétjárata Hűvösvölgy és Máriaremete között. 1933-ban a 23-as útvonala a Hűvösvölgy – Máriaremete szakaszra rövidült, majd nem sokkal később a 23-as jelzése 200-asra, a 23A betétjáraté 201-esre módosult.
1938. július 1-jén indult el a pestszenterzsébeti 23-as busz a Boráros tér – Mester utca – Kossuth Lajos utca – Jókai utca útvonalon. 1939 szeptemberétől 1941 októberéig többször is ideiglenesen szünetelt, mert az autóbuszokat katonai célokra használták fel. A járat 1941. október 16-án végleg megszűnt.
1948. július 1-jén elindult a 223-as járat a Boráros tér és Pesterzsébet, Magyar utca között a BART üzemeltetésében, amit két hónappal később, szeptember 1-jén vett át a BSzKRt és 23-as jelzéssel közlekedtette. 1949. november 21-én pestszenterzsébeti végállomását a Lázár utca elejére helyezték át. 1956. január 2-án lakossági kérésre az Ady Endre térig hosszabbították. 1959. május 4-én 23A jelzéssel betétjáratot kapott a Boráros tér és Pesterzsébet, Tátra utca között.
1970. december 14-én megszűnt a 23A jelzésű betétjárat, helyette másnap 123-as jelzéssel gyorsjárat indult, amely 1977. január 3-ától 23-asként közlekedett az alapjárattal azonos útvonalon. 1974. szeptember 2-án 23Y jelzésű elágazójáratot indítottak az Ady Endre tér és a Vécsey utcai lakótelep között, ez a járat 1977. január 1-jén a 123-as jelzést kapta.
A 2008-as paraméterkönyv bevezetésével a 23-as busz jelzése 23E-re változott,  illetve a 23-as buszok hétköznap és hétvégén este is gyakran követik egymást. 2009. szeptember 21-én ezen a vonalon állították forgalomba elsőként a Belgiumtól vásárolt Van Hool AG300-as típusú buszokat.
2010. május 1-jén új megálló létesült a Millenniumi Kulturális Központnál.
2022. június 18-ától hétvégente és ünnepnapokon az autóbuszokra kizárólag az első ajtón lehet felszállni, ahol a járművezető ellenőrzi az utazási jogosultságot.
2023. március 18-ától 224-es jelzéssel, a Szentlőrinci úti lakótelepig meghosszabbítva közlekedik.

## Járművek
A vonalon a BKV Van Hool AG300, newAG300 és Mercedes-Benz Conecto G NG típusú autóbuszai közlekednek. Minden nap egy-egy menetet Mercedes Conecto G típusú busz teljesít, amit reggel az ArrivaBus Kft. Andor utcai telephelye, este pedig a BKV Óbuda Divíziója állít ki.

## Útvonala
| Szentlőrinci úti lakótelep felé |
| Boráros tér H vá. – Boráros tér – Soroksári út – Helsinki út – Topánka utca – Szent Erzsébet tér – Szent Imre herceg utca – Kossuth Lajos utca – Jókai Mór utca – Nagysándor József utca – Lázár utca – Ady Endre tér – Wesselényi utca – Orsolya utca – Pacsirta utca – Virág Benedek utca – Köves út – Újtelep út – Szent László utca – Buszforduló utca – Szentlőrinci úti lakótelep vá. |
| Boráros tér felé |
| Szentlőrinci úti lakótelep vá. – Fatimai utca – Szent László utca – Újtelep út – Köves út – Virág Benedek utca – Ábrahám Géza utca – Eperjes utca – Wesselényi utca – Ady Endre tér – Lázár utca – Nagysándor József utca – Jókai Mór utca – Kossuth Lajos utca – Szent Imre herceg utca – Ferenc utca – Topánka utca – Helsinki út – Soroksári út – Boráros tér – Boráros tér H vá.        |

## Megállóhelyei
| 0  | Boráros tér H végállomás                         | 36 | 2, 2B, 4, 6, 23 15, 54, 55, 212, 212A, 212B, 223E, 224E, 255E                                           | HÉV-állomás, autóbusz-állomás, Petőfi híd, Ibis Styles Budapest City Hotel, Duna Ház Bevásárlóközpont                   |
| 1  | Haller utca / Soroksári út                       | 35 | 2, 2B, 23, 24 54, 55, 223E, 224E, 255E                                                                  | Zwack Unicum Múzeum és Látogatóközpont, Dandár Gyógyfürdő, NAV Központi ügyfélszolgálat, Millenniumi Kulturális Központ |
| 2  | Müpa – Nemzeti Színház H                         | 33 | 2, 24 54, 55                                                                                            | HÉV-megállóhely, Millenniumi Kulturális Központ, Müpa, Nemzeti Színház                                                  |
| 4  | Közvágóhíd H                                     | 31 | 1, 2, 24 54, 55, 179, 223E, 224E, 255E                                                                  | HÉV-állomás, OBI áruház, Budapest Park, Rákóczi híd                                                                     |
| 5  | Földváry utca (↓) Koppány utca (↑)               | 30 | 54, 55                                                                                                  | Tesco áruház |
| 6  | Beöthy utca                                      | 29 | 54, 55                                                                                                  | |
| 8  | Kén utca H                                       | 27 | 54, 55, 255E                                                                                            | Vasútállomás, HÉV-megállóhely, Illa Center bevásárlóközpont, Canada Hotel, Jaschik Álmos Művészeti Szakgimnázium        |
| 9  | Timót utca / Soroksári út                        | 26 | 627, 630, 631, 632, 635, 636, 650, 653, 654, 655, 659, 661                                              | |
| 10 | Soroksári út 158.                                | 25 | | |
| 10 | Szabadkai út                                     | 24 | | |
| 12 | Pesterzsébet felső H vonalközi érkező végállomás | 22 | 66, 66B, 224E 626, 627, 628, 629, 630, 631, 632, 635, 636, 650, 653, 654, 655, 659, 660, 661 1080, 1110 | HÉV-állomás, Gubacsi úti lakótelep                                                                                      |
| 14 | Pesterzsébet, Baross utca                        | 20 | 35, 36, 66E, 119, 148, 151, 166, 224E                                                                   | Gubacsi híd |
| 16 | Pesterzsébet, városközpont                       | 19 | 35, 66, 66B, 66E, 119, 148, 166, 223E, 224E                                                             | Pesterzsébeti Polgármesteri Hivatal, INTERSPAR áruház, McDonald’s étterem, Centrum Áruház, Penny Market                 |
| 17 | Ady Endre utca (Topánka utca)                    | 18 | 35, 66, 66B, 119, 148, 166, 223E, 224E 2B, 51, 52                                                       | MOL benzinkút, Gaál Imre Galéria                                                                                        |
| 18 | Szent Erzsébet tér                               | 15 | 35, 66, 66B, 148                                                                                        | Árpád-házi Szent Erzsébet-főplébániatemplom                                                                             |
| 20 | Tátra tér                                        | 14 | 66, 66B, 148, 224E 2B, 51, 52                                                                           | Tátra téri Piac és Vásárcsarnok, Tátra Téri Általános Iskola, Tátra téri lakótelep                                      |
| 23 | Lázár utca / Nagysándor József utca              | 12 | 151, 224E 2B, 51, 52                                                                                    | |
| 24 | Mézes utca                                       | 11 | 224E | Lázár Vilmos Általános Iskola                                                                                           |
| 25 | Magyar utca / Lázár utca                         | 9  | 224E | Bácska téri rendelőintézet                                                                                              |
| 26 | Ady Endre tér                                    | 8  | 99, 123, 123A, 224E                                                                                     | |
| 27 | Wesselényi utca / Eperjes utca                   | 7  | 123, 123A, 224E                                                                                         | |
| 28 | Szalárdi Mór utca                                | ∫  | 123, 123A, 224E                                                                                         | |
| 29 | Pacsirta utca                                    | ∫  | 123, 123A, 224E                                                                                         | |
| ∫  | Eperjes utca                                     | 6  | 123, 123A, 224E                                                                                         | |
| 30 | Előd utca                                        | 5  | 35, 123, 123A, 224E                                                                                     | |
| 31 | Jahn Ferenc Kórház                               | 4  | 35, 36, 123, 123A, 135, 224E                                                                            | Jahn Ferenc Kórház |
| 31 | Mesgye utca                                      | 2  | 35, 36, 123, 123A, 135, 224E                                                                            | |
| ∫  | Maros utca                                       | 1  | 35, 123, 123A, 135, 224E                                                                                | |
| 33 | Dinnyehegyi út                                   | 1  | 35, 123, 123A, 135, 224E                                                                                | |
| 34 | Szent László utca / Újtelep út                   | 0  | 35, 123, 123A, 135, 224E                                                                                | |
| 35 | Szentlőrinci úti lakótelep végállomás            | 0  | 35, 123, 123A, 135 (ünnepnapokon), 224E                                                                 | Szentlőrinci úti lakótelep                                                                                              |